# Aloys Schmidt (Archivar)
Aloys Schmidt (* 13. Februar 1892 in Erfurt; † 29. Februar 1980 in Worms) war ein deutscher Archivar.

## Leben
Der gebürtige Erfurter Aloys Schmidt wandte sich nach abgelegtem Abitur 1911 den Studien der Geschichte und Philologie an den Universitäten München, Marburg und Königsberg zu, die er, unterbrochen durch seine Teilnahme am Ersten Weltkrieg, 1919 in Königsberg mit dem Erwerb des akademischen Grades eines Dr. phil. abschloss.
Aloys Schmidt, der in der Folge in den Archivdienst eintrat, erhielt eine Assistentenstelle am Staatsarchiv in Wiesbaden, 1923 erfolgte seine Beförderung zum Staatsarchivrat. 1924 wechselte Schmidt ins Staatsarchiv Magdeburg, 1929 in jenes nach Koblenz. 1940 wurde er zum Kommissar für Archivwesen in Luxemburg, gleichzeitig zum Direktor des Staatsarchivs Luxemburg bestellt, 1944 übernahm er den Posten des Staatsarchivdirektors in Hannover, 1946 wurde ihm die Leitung des Zonalen Archivlagers in Goslar übertragen, die er bis 1947 innehatte.
Nach seiner Rückkehr ans Staatsarchiv Koblenz wurde er 1949 zum Direktor gewählt, eine Funktion, die er bis zu seiner Verabschiedung in den Ruhestand 1958 innehielt. Zusätzlich oblag ihm in diesem Zeitraum die Leitung der Landesarchivverwaltung von Rheinland-Pfalz. Schmidt, der nach seiner Pensionierung den Vorsitz des Vereins für Geschichte und Kunst des Mittelrheins übernahm, bearbeitete unter anderem das Urkundenbuch des Eichfelds, dessen Erster Band 1933 erschien.

## Ehrungen
- 1972: Verdienstkreuz am Bande der Bundesrepublik Deutschland

## Weitere Publikationen
- Geschichte der Familie Nürnbergk (Quedlinburg-Eisleben). Hopfer, Burg bei Magdeburg 1929.
- Mit Franz Theunert: Heimatchronik der Stadt und des Landkreises Koblenz. Archiv für Deutsche Heimatpflege, Köln 1955.
- Das Archiv des Campo Santo Teutonico : Nebst geschichtlicher Einleitung. Herder, Rom/Freiburg/Wien 1967.
- Mit Hermann Haupt: Winand von Steeg (1371 - 1453), ein mittelrheinischer Gelehrter und Künstler und die Bilderhandschrift über Zollfreiheit des Bacharacher Pfarrweins auf dem Rhein aus dem Jahr 1426. (= Handschrift 12 des Bayerischen Geheimen Hausarchivs zu München). Verlag der Bayerischen Akademie der Wissenschaften, München 1977, ISBN 3-7696-0076-2.
- Mit Martina Knichel: Das Memorienbuch von St. Kastor in Koblenz. Edition und Erläuterung. Gesellschaft für Mittelrheinische Kirchengeschichte, Mainz 2000, ISBN 3-929135-26-4.